# УМБАЛ „Софиямед“
Университетска многопрофилна болница за активно лечение „Софиямед“ е частна болница в София. Тя е част от голяма верига лечебни заведения в България.

## История
Основана на 9 май 2012 г. Намира се на бул. „Г. М. Димитров“ № 16 в София. На откриването на болницата присъстват здравният министър Десислава Атанасова и директорът на Националния здравно-осигурителен институт Пламен Цеков. Дейността стартира със 100 лекари в различни специалности и 40 общопрактикуващи лекари в диагностично-консултативен център. Същата година болницата печели награда в престижния национален конкурс Сграда на годината България 2012.
През ноември 2013 г. Министерство на здравеопазването акредитира медицинската дейност в МБАЛ „Софиямед“ като база за практическо следдипломно обучение на лекари за придобиване на специалност.
През юли 2014 г. се открива нов корпус на ул. „Димитър Моллов“ № 10 в София, на 350 m от централната сграда. В новата сграда се разполагат отделенията по ревматология, съдова хирургия, медицинска онкология и отделението по ендокринология.
От 1 август 2014 г. с решение на Министерския съвет на Република България, Софиямед става първото частно лечебно заведение със статут на Университетска болница в столицата. На територията на лечебното заведение се провеждат обучения на студенти и докторанти по медицина.

## Управители на болницата
- д-р Бойко Пенков (юли 2012 до юли 2013);
- д-р Евгений Желев (юли 2013 до април 2014);
- д-р Йордан Пелев (април 2014 - )